# Europastraße 401

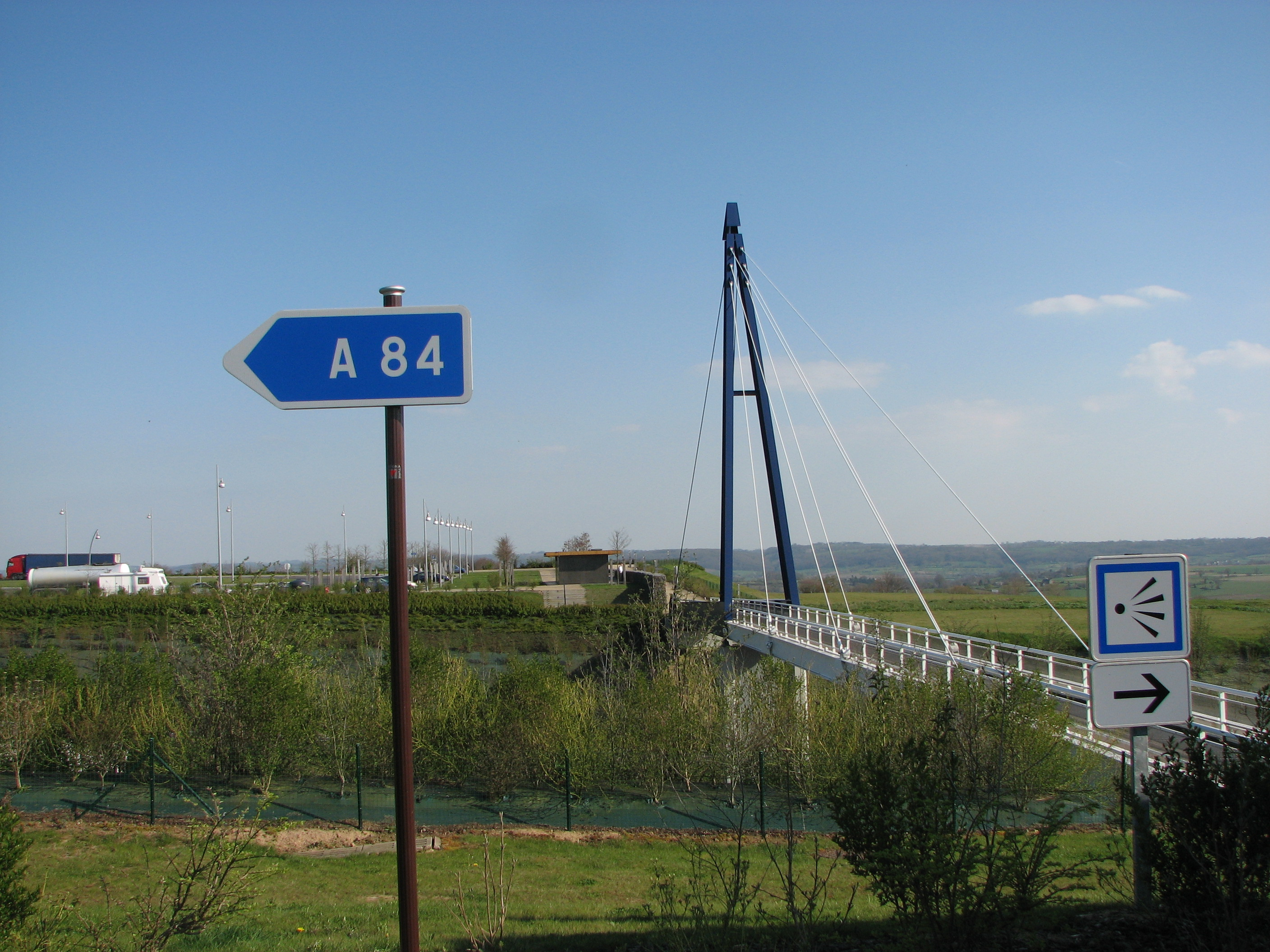
Aire de la Baie bei Avranches

Die Europastraße 401 (E 401) ist eine etwa 223 Kilometer lange Europastraße des Zwischennetzes, die in Frankreich die Städte Saint-Brieuc und Caen verbindet.

## Verlauf
Die Straße verläuft in west-östlicher Richtung ausgehend von Saint-Brieuc zunächst zusammen mit der Europastraße 50 als Teil der zweibahnig ausgebauten Route nationale 12 über Lamballe, bis sie bei Tramain von der RN 12 als ebenfalls mit getrennten Richtungsfahrbahnen ausgebaute Route nationale 176 abzweigt. Diese führt nordwestlich an Dinan vorbei, überquert südlich von Dinard und Saint-Malo den Fluss Rance, kreuzt bei Châteauneuf-d’Ille-et-Vilaine die in Nord-Süd-Richtung verlaufende Route départementale 137, setzt sich nach Osten über Dol-de-Bretagne fort. Sie verlässt bei Pontorson die Bretagne und tritt in die Normandie ein. Sie verläuft weiter als Route nationale 175, erreicht südlich von Avranches die Autoroute A84 (Europastraße 3). Mit dieser ist sie in nordöstlicher Richtung über Villedieu-les-Poêles und auch nach dem nördlichen Abzweig der E 03 weiter auf ihr geführt. Über Villers-Bocage verläuft sie bis nach Caen, wo nach Erreichen der Ringstraße Route nationale 814 an der Europastraße 46 (Route nationale 13) endet.